# Bar (lokal)
Bar je naziv za gostinski lokal, specializiran za točenje alkoholnih in brezalkoholnih pijač. Lahko je v okviru dejavnosti organiziran tudi glasbeni ali zabavni program, predvsem v nočnem času. V lokalu je pult za strežbo oziroma tudi z možnostjo, da gostje sede ali stoje konzumirajo naročeno. Po navadi so ob pultu visoki stoli, poimenovani barski stoli.
Ime bar prihaja od angleške besede za pregrado.